# Aparallactus lineatus
Aparallactus lineatus (engelska: "Lined Centipede-eater") är en ormart inom familjen stilettormar som tillhör ormsläktet tusenfotingssnokar.

## Kännetecken
Ormen är giftig och har en smal och slank kropp som är maximal 60,5 centimeter lång.

## Utbredning
Arten förekommer i Guinea, Liberia, Ghana och Kamerun.

## Levnadssätt
Födan utgörs av tusenfotingar. Typisk terräng finns bland annat kring Keta i Ghana.